# Itàlia insular

Itàlia insular.

La Itàlia insular  correspon a les grans illes que, per convenció, componen el territori d'Itàlia i comprèn les regions de Sardenya i Sicília.

## Límits
Ambdues illes es troben al mig del Mediterrani. Sardenya situada entre Còrsega pel nord i Tunísia pel sud, les illes Balears per l'oest i creuant el Mar Tirrena la regió del Laci a Itàlia central per l'est. Sicília En canvi aquesta banyada pel nord pel Mar Tirrena i l'estret de Messina la separació per l'est de la regió de Calàbria a la Itàlia meridional. Creuant el Mediterrani al sud-oest s'arriba a Tunísia i la seva Líbia.

## Generalitats

### Parlament Europeu
La regió d'Itàlia insular correspon a una circumscripció electoral del Parlament Europeu, amb dret a 7 escons, el que considerant la població de la regió correspon a un per cada 943.000 habitants.